# 버터플라이 도어

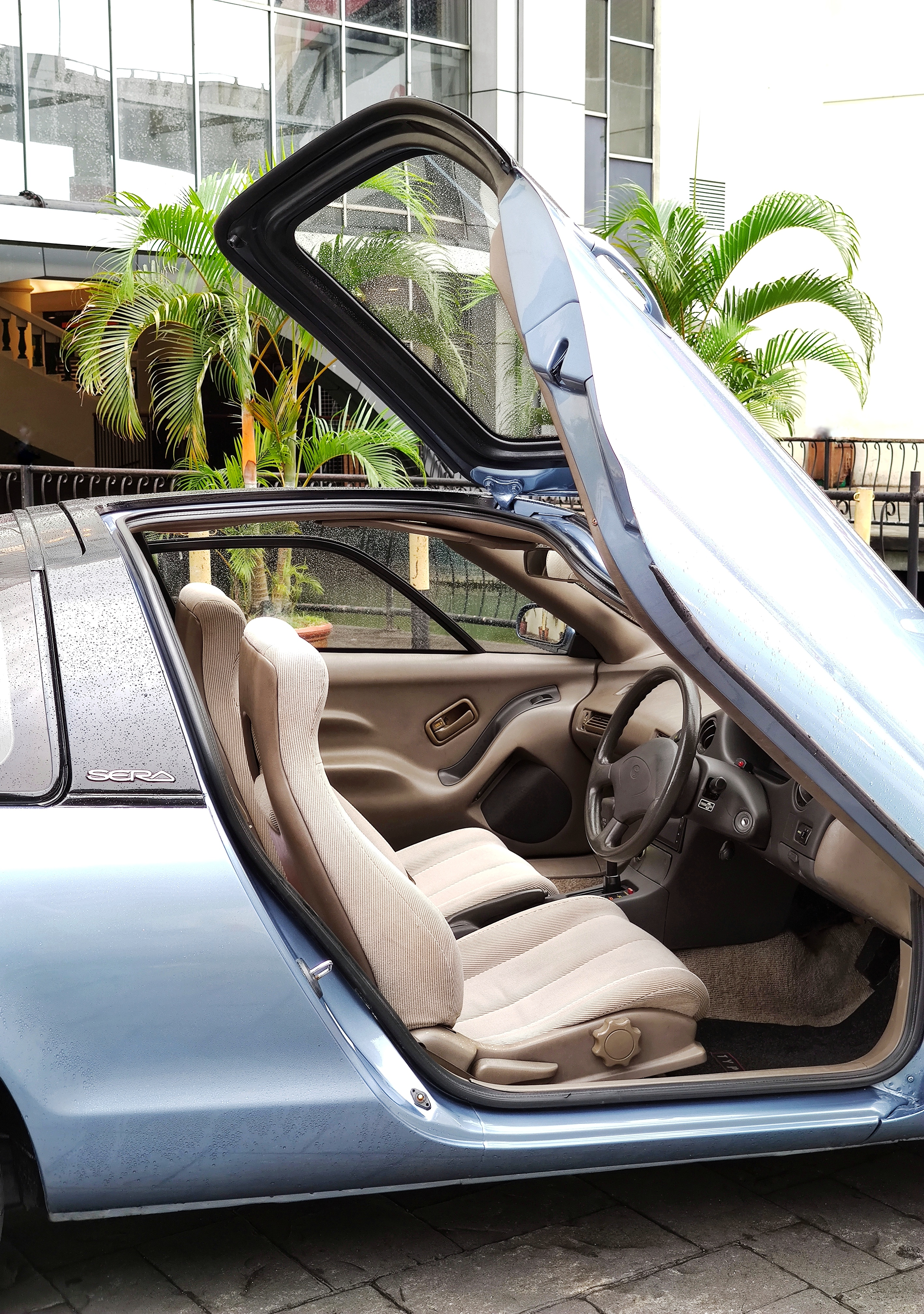
토요타 세라의 버터플라이 도어 측면도

버터플라이 도어(영어: Butterfly Door)는 고성능 자동차에서 가끔 볼 수 있는 자동차 문의 한 유형이다. 시저 도어와는 약간 다르다. 시저 도어가 자동차의 A-필러 하단 힌지 지점을 통해 위로 똑바로 움직이는 반면, 버터플라이 도어는 A-필러를 따라 힌지를 통해 위로 바깥쪽으로 움직인다. 이로 인해 승하차가 더 쉬워지지만, 시저 도어보다 더 많은 측면 공간이 필요하다는 단점이 있다.

## 역사

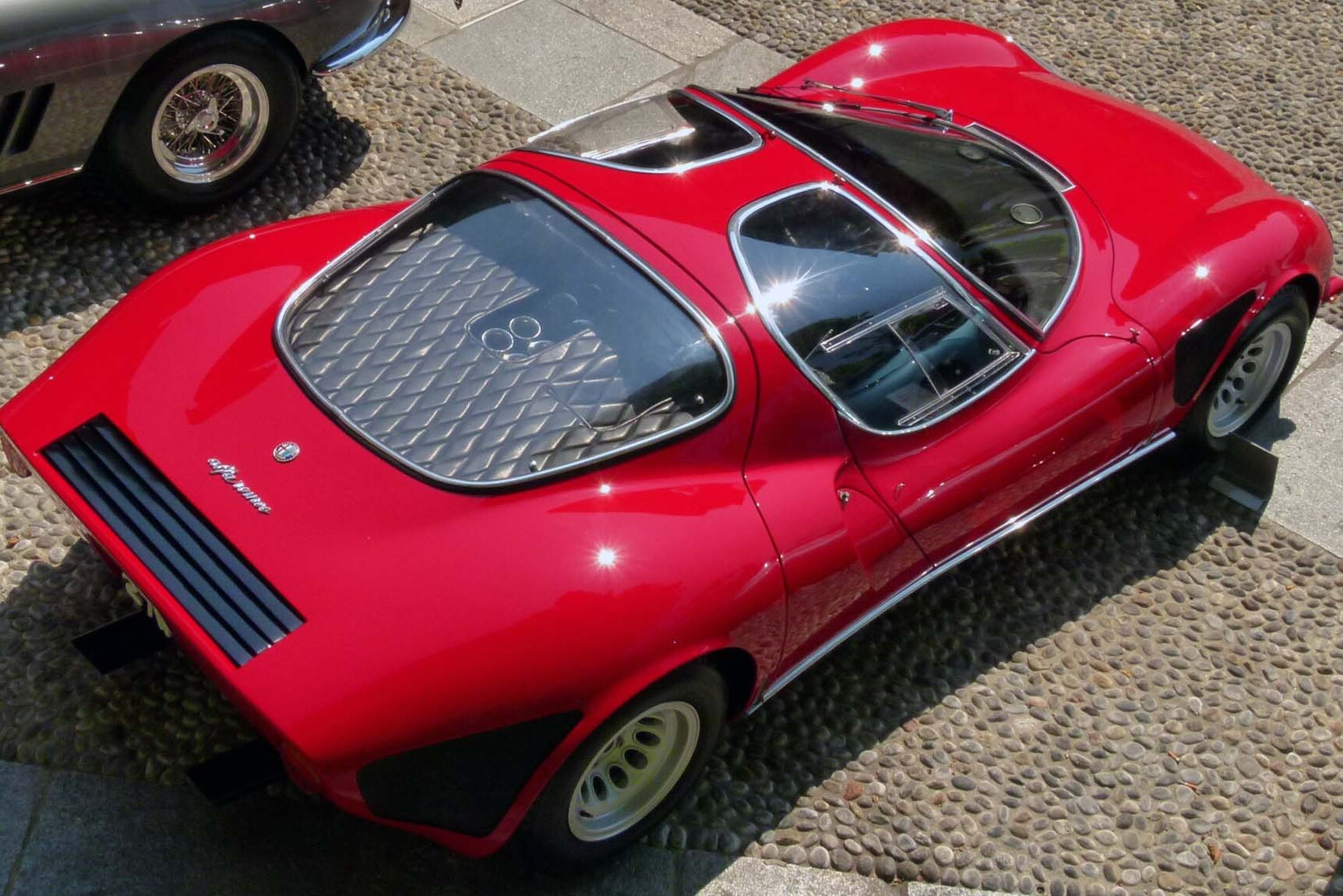
알파 로메오 33 스트라달레는 버터플라이 도어를 채택한 최초의 자동차였다.

버터플라이 도어는 1967년 알파 로메오 33 스트라달레에서 최초로 등장했다.
이 문들은 그룹 C와 IMSA GTP 프로토타입에서 흔히 사용되었는데, 이는 운전자가 기존의 도어나 걸윙 도어보다 더 빨리 차에 타고 내릴 수 있으면서도 캐노피의 공기역학적 형태를 유지했기 때문이다.
1990년부터 1995년까지 생산된 토요타 세라는 일본 시장 전용으로 설계된 한정판 자동차였으며, 버터플라이 도어를 채택한 최초의 대량생산 차량이었다. 메르세데스-벤츠 SLR 맥라렌은 버터플라이 윙 도어를 사용하는 몇 안 되는 오픈탑 자동차 중 하나이다. 이는 상단 대신 A-필러 측면을 따라 힌지 지점을 가지고 있기 때문에 가능하다.
버터플라이 도어는 맥라렌 F1, 토요타 GT-One, 살린 S7, 페라리 엔초 (및 그 트랙 데이 버전인 FXX), 벤틀리 스피드 8, 푸조 908 HDi FAP, 맥라렌 세나, 마세라티 MC20, 부가티 투르비용과 같은 현대 프로토타입 및 스포츠카의 채택된 디자인이 되었다.
맥라렌 12C는 버터플라이 도어가 상단 힌지를 사용하지 않는 독특한 시스템을 가지고 있다. 이를 통해 이 자동차와 컨버터블 버전은 프레임 없는 창문을 사용할 수 있다.

예시
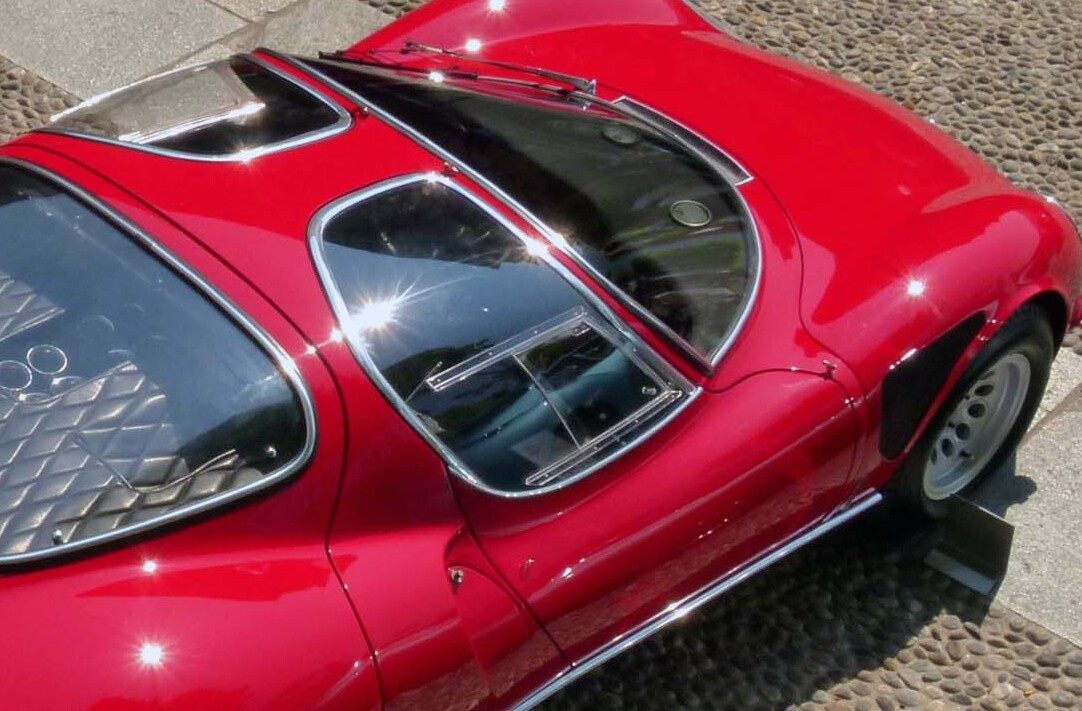
1969년 알파 로메오 33 스트라달레: 통합형 측면/캐노피 도어-창 유리 근접 촬영
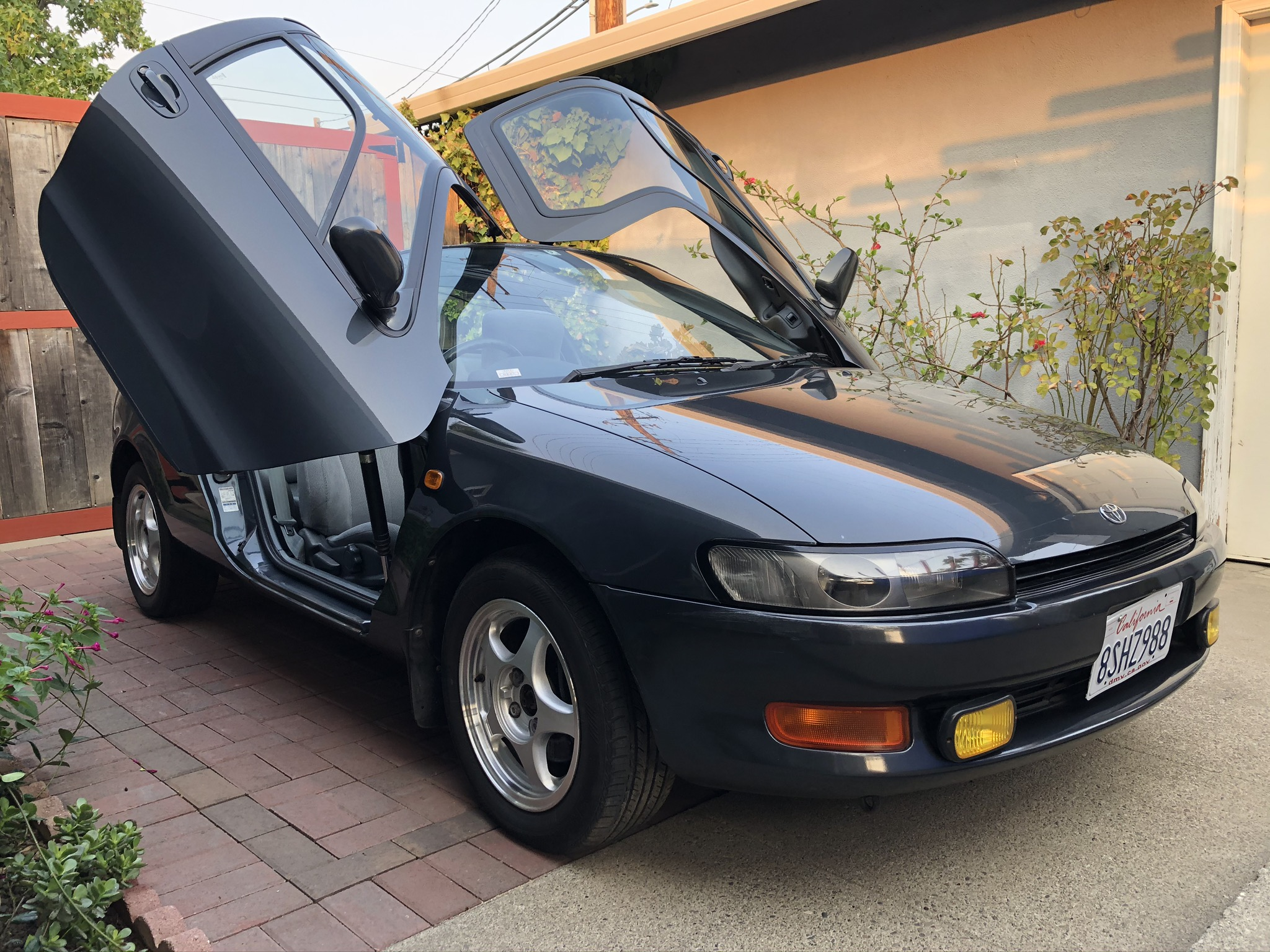
토요타 세라
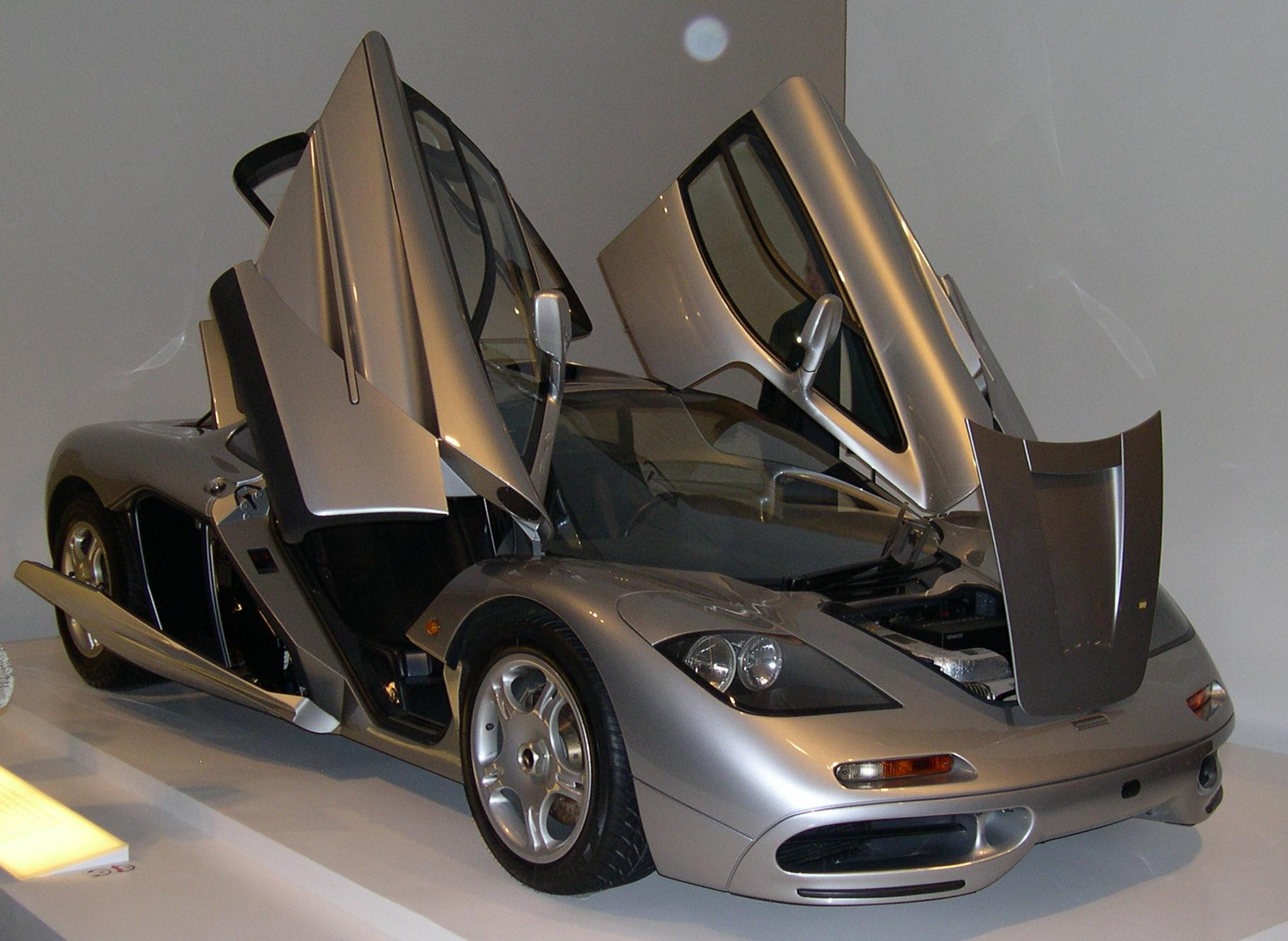
1996년 맥라렌 F1
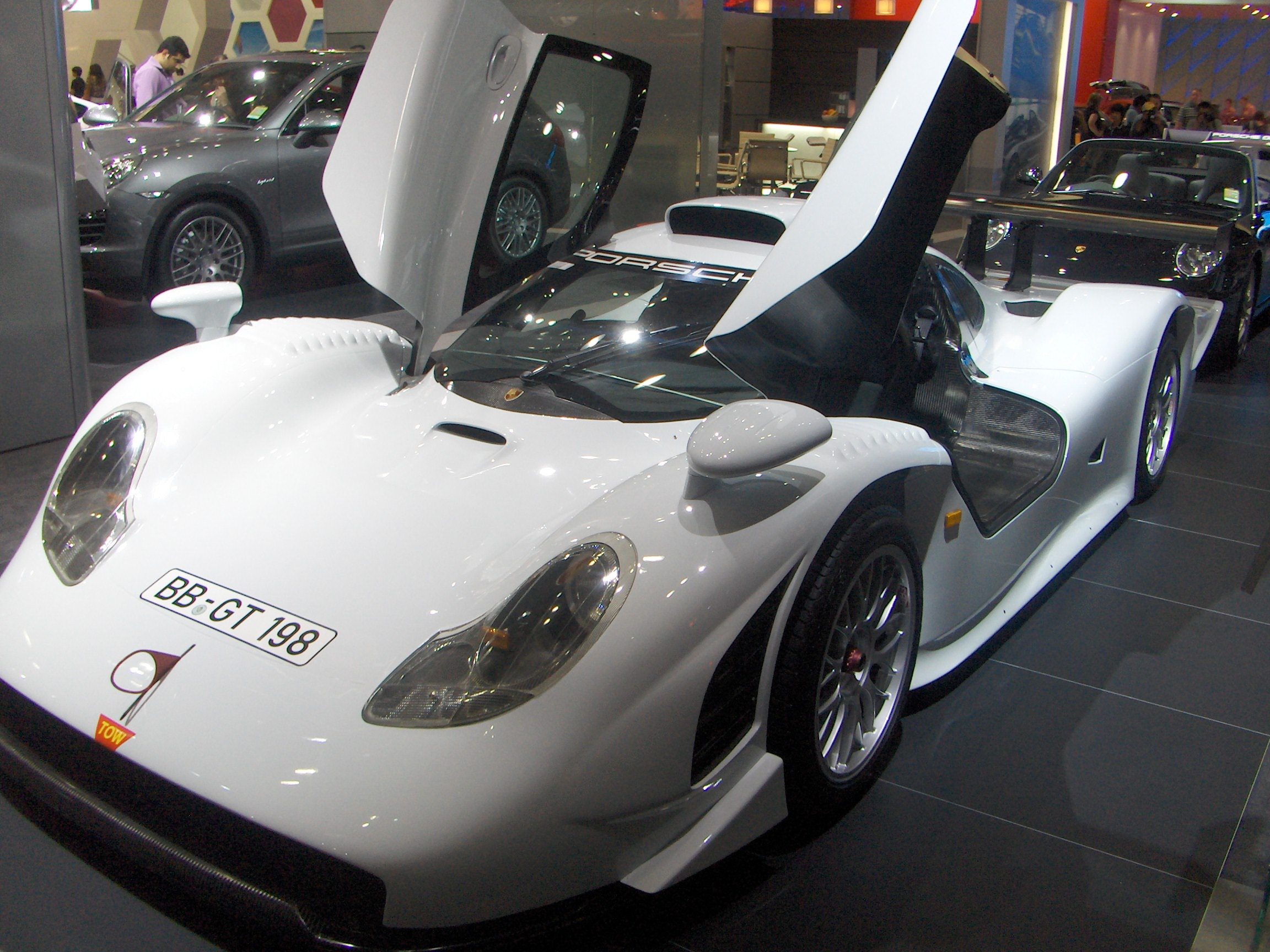
포르쉐 911 GT1
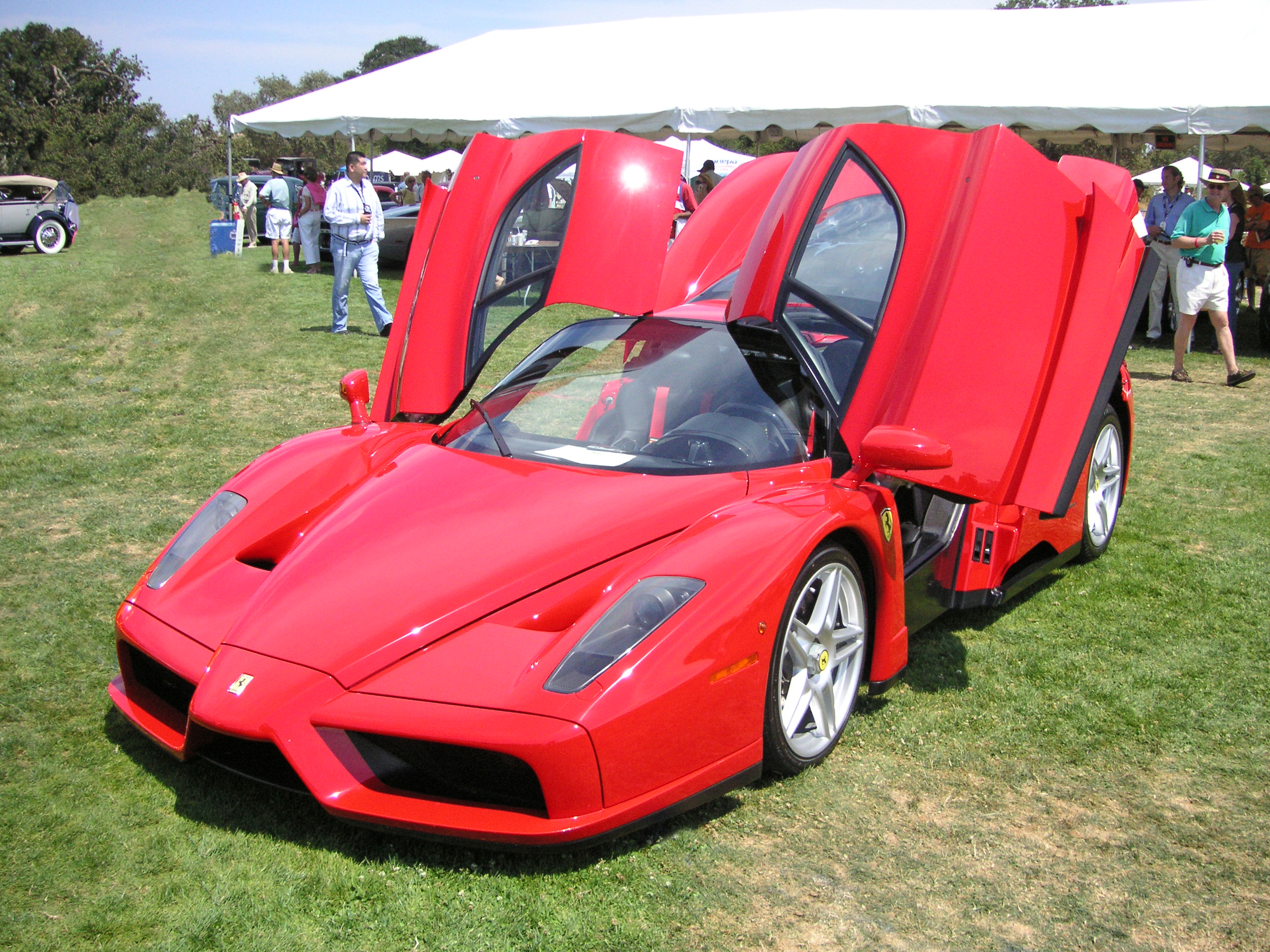
페라리 엔초
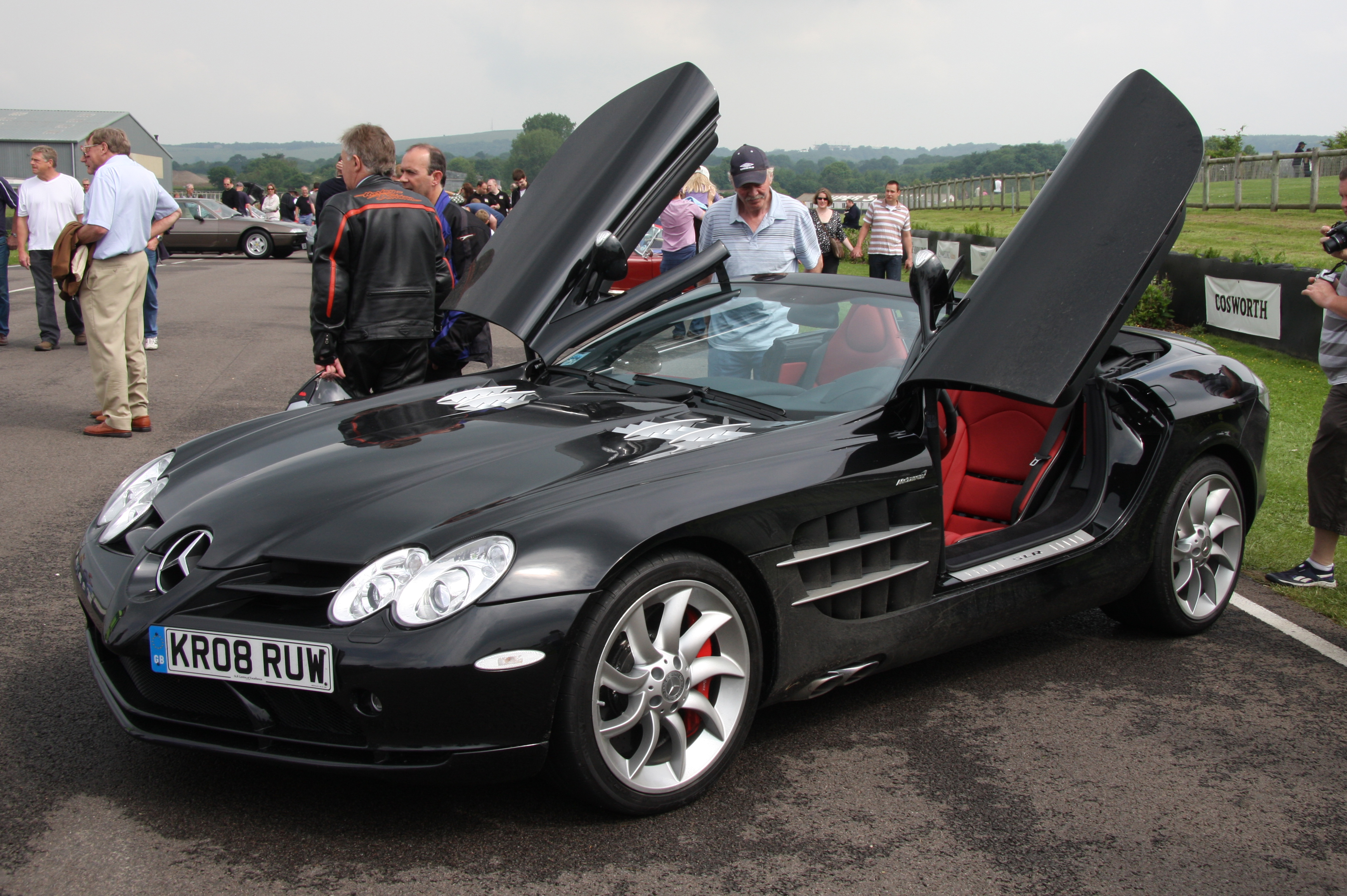
메르세데스-벤츠 SLR 맥라렌 로드스터
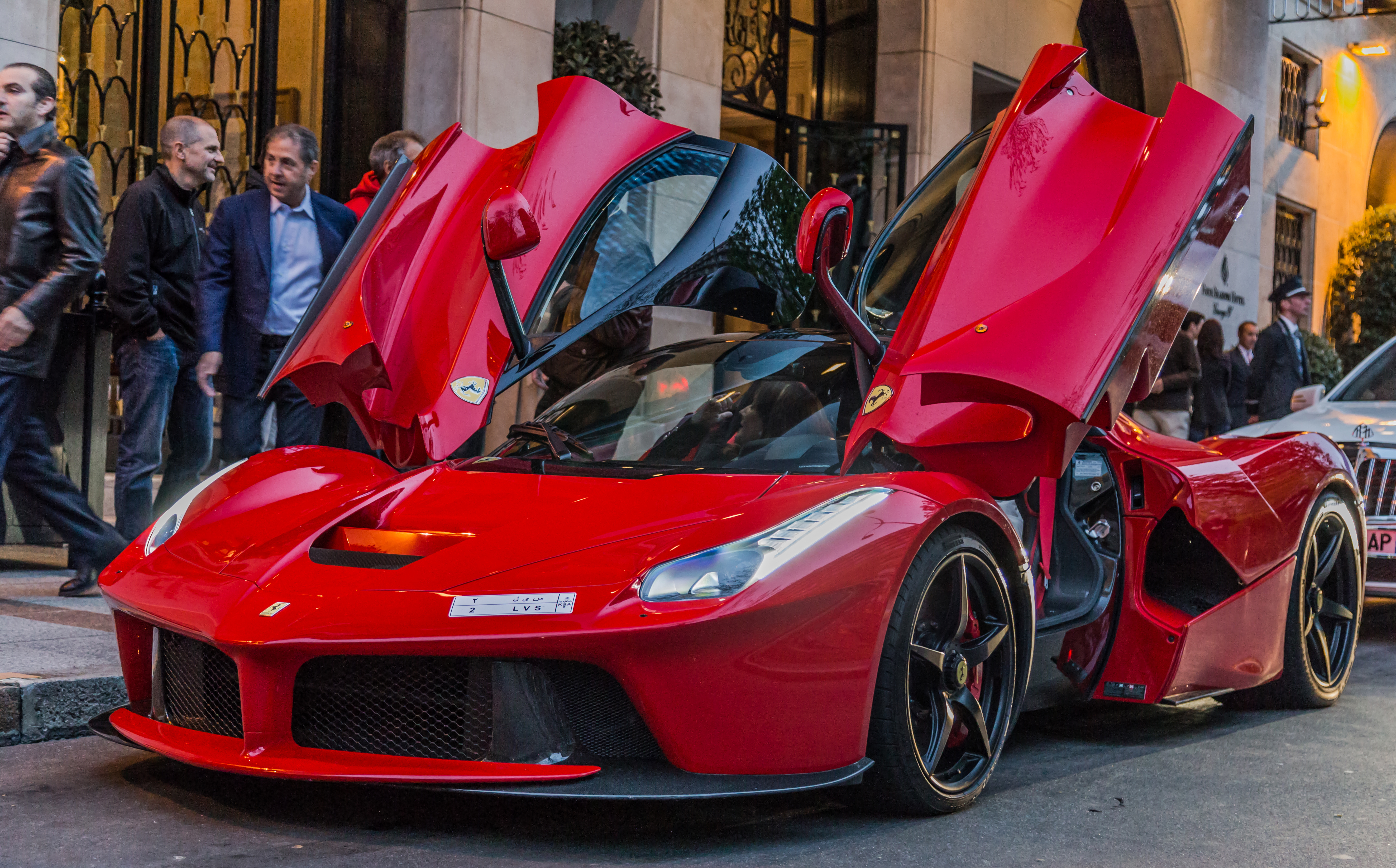
페라리 라페라리
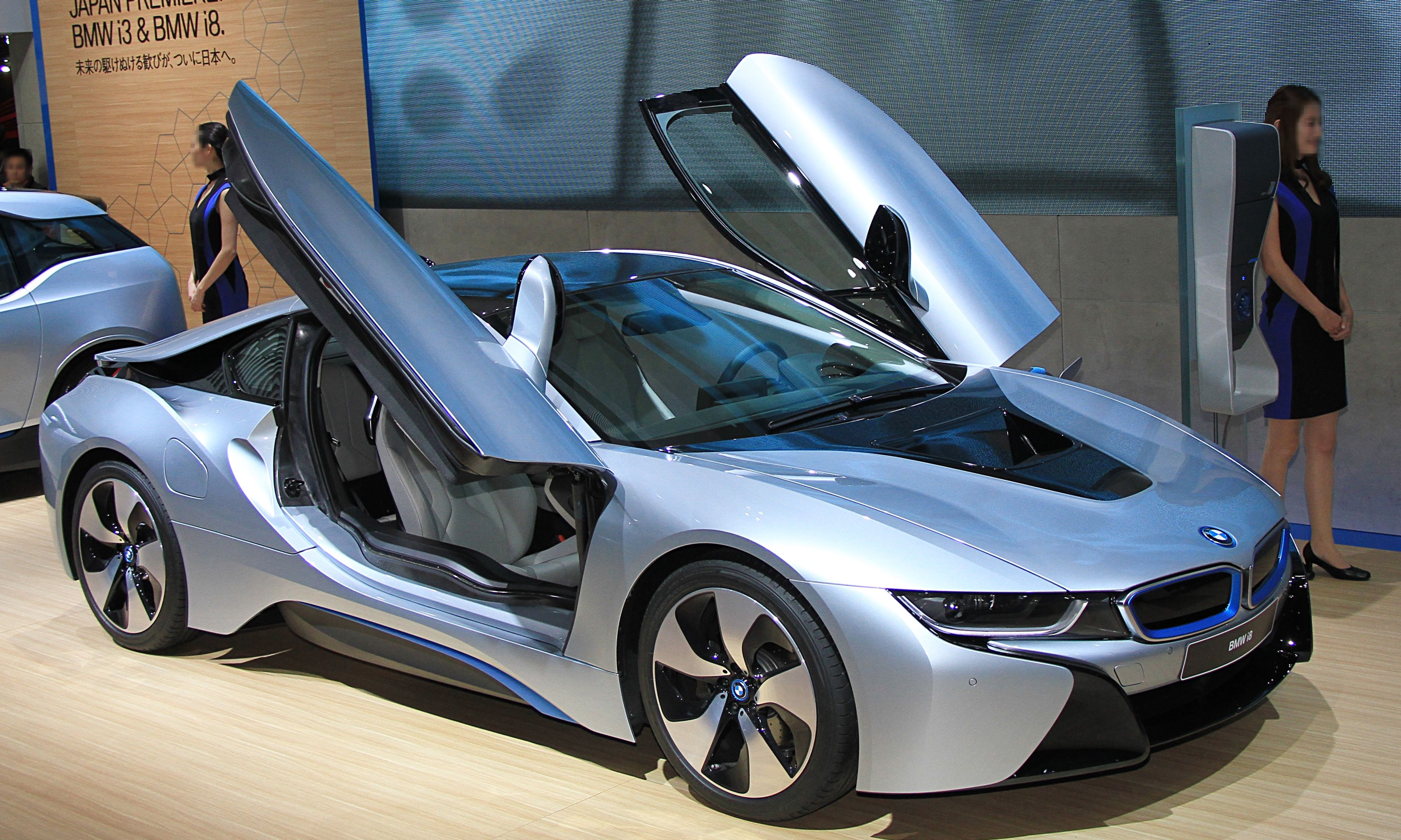
BMW i8
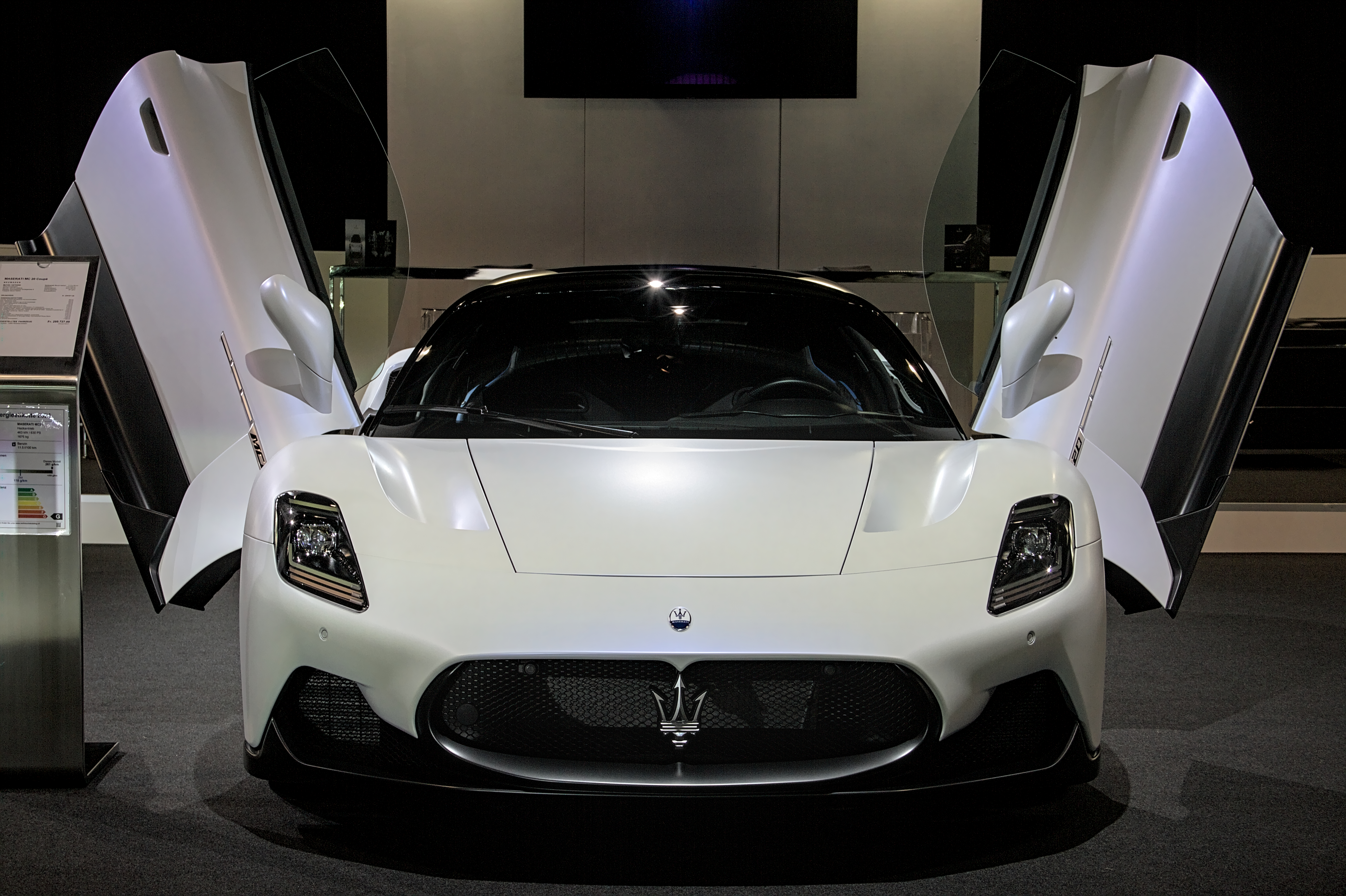
마세라티 MC20의 프레임 없는 버터플라이 도어

## 같이 보기
- 걸윙 도어
- 비표준 도어 디자인 자동차 목록
- 시저 도어
- 슬라이딩 도어
- 수어사이드 도어
- 스완 도어
- 차량 캐노피